# Список номинантов на премию «Большая книга» 2015 года
Список номинантов на премию «Большая книга», попавших в длинный список (лонг-лист) премии «Большая книга» в сезоне 2014—2015 года.
Список представлен в следующем виде — Победители, Список финалистов (кроме Победителей), Длинный список (кроме Победителей и Списка финалистов). Для каждого номинанта указано название произведения, а для рукописей — их авторы (по возможности).

## Победители
1. Яхина Гузель — Роман «Зулейха открывает глаза», Первое место, Приз читательских симпатий (первое место)
2. Залотуха Валерий — Роман «Свечка», Второе место, Приз читательских симпатий (третье место)
3. Сенчин Роман — Роман «Зона затопления», Третье место
4. Телеканал ВГТРК — Специальный приз за серию экранизаций классики

## Список финалистов
1. Варламов Алексей — Роман «Мысленный волк»
2. Вирабов Игорь — Биография «Андрей Вознесенский»
3. Екимов Борис — Роман «Осень в Задонье»
4. Матвеева Анна — Сборник рассказов «Девять девяностых», Приз читательских симпатий (второе место)
5. Пелевин Виктор — Роман «Любовь к трем цукербринам»
6. Рубина Дина — Трилогия «Русская канарейка»

## Длинный список
1. Афлатуни Сухбат — Роман-трилогия «Поклонение волхвов»
2. Бочоришвили Елена — Сборник новелл «Только ждать и смотреть»
3. Бузулукский Анатолий — Роман «Пальчиков»
4. Ганиева Алиса — Роман «Жених и невеста»
5. Геласимов Андрей — Роман «Холод»
6. Ермаков Олег — Роман «Вокруг света. Походная книга»
7. Катишонок Елена — Роман «Свет в окне»
8. Лимонов Эдуард — Роман «Дед. Роман нашего времени»
9. Мелихов Александр — Роман «Каменное братство»
10. Москвина Татьяна — Биороман «Жизнь советской девушки»
11. Мягкова Ирина — Мемуары «Чужая девочка»
12. Носов Сергей — Роман «Фигурные скобки»
13. Рыбакова Мария — Роман «Черновик человека»
14. Самсонов Сергей — Роман «Железная кость»
15. Слаповский Алексей — Роман «Хроника № 13»
16. Снегирев Александр — Роман-метафора «Вера»
17. Товбин Александр — Роман «Германтов и унижение Палладио»
18. Филипенко Саша — Роман «Замыслы»
19. Шеваров Дмитрий — Биография «Двенадцать поэтов 1812 года»
20. Шикера Сергей — Роман «Выбор натуры»
21. Шпаков Владимир — Роман «Песни китов»